# ارمنی‌ها در هلند
ارمنی‌ها در هلند (به هلندی: Armeens Nederlander) که گه‌گاه و به‌صورت غیررسمی ارامنهٔ هلندی یا هلندی‌های ارمنی خوانده می‌شوند آن دسته از مردم ارمنی هستند که در هلند زندگی می‌کنند. شمار ارمنی‌های هلند بر اساس اعلام سفارت ارمنستان در هلند حدود ۴۰٬۰۰۰ نفر است.